# Kanton Zoutleeuw
Kanton Zoutleeuw is een kanton in de Belgische provincie Vlaams-Brabant en het arrondissement Leuven. Het is de bestuurslaag boven die van de desbetreffende gemeenten, tevens is het een gerechtelijk niveau waarbinnen een vredegerecht georganiseerd wordt dat bevoegd is voor de deelnemende gemeenten. Beide types kanton beslaan niet noodzakelijk hetzelfde territorium.

## Gerechtelijk kanton Zoutleeuw
Het gerechtelijk kanton Zoutleeuw is het ambtsgebied van het vredegerecht gevestigd te Zoutleeuw in het gerechtelijk arrondissement Leuven.
Dit gerechtelijk kanton omvat de gemeenten Landen, Zoutleeuw, Glabbeek, Geetbets, Kortenaken en Linter.
Vroeger had het vredegerecht ook een zetel in Landen en heette het kanton Landen-Zoutleeuw.
De vrederechter is bevoegd bij gezinsconflicten, onderhoudsgeschillen, voogdij, voorlopige bewindvoering, mede-eigendommen, appartementseigendom, burenhinder ...

## Kieskanton Zoutleeuw
Het kieskanton Zoutleeuw ligt in het provinciedistrict Tienen, het kiesarrondissement Leuven en de kieskring Vlaams-Brabant. Het omvat de gemeenten Geetbets en Linter en de stad Zoutleeuw en bestaat uit 26 stembureaus.

### Structuur
| Zoutleeuw        | Zoutleeuw        | Supranationaal         | Nationaal                         | Nationaal                | Gemeenschap              | Gewest                   | Provincie                | Arrondissement  | Provinciedistrict | Kanton          | Gemeente                      | District         |
| ---------------- | ---------------- | ---------------------- | --------------------------------- | ------------------------ | ------------------------ | ------------------------ | ------------------------ | --------------- | ----------------- | --------------- | ----------------------------- | ---------------- |
| Administratief   | Niveau           | Europese Unie          | België                            | België                   | Vlaanderen               | Vlaanderen               | Vlaams-Brabant           | Leuven          | Leuven            | Leuven          | Geetbets Linter Zoutleeuw     | -                |
| Administratief   | Bestuur          | Europese Commissie     | Belgische regering                | Belgische regering       | Vlaamse regering         | Vlaamse regering         | Deputatie                | Deputatie       | Deputatie         | Deputatie       | Gemeentebestuur               | Districtscollege |
| Administratief   | Raad             | Europees Parlement     | Kamer van volksvertegenwoordigers | Vlaams Parlement         | Vlaams Parlement         | Vlaams Parlement         | Provincieraad            | Provincieraad   | Provincieraad     | Provincieraad   | Gemeenteraad                  | Districtsraad    |
| Kiesomschrijving | Kiesomschrijving | Nederlands Kiescollege | Kieskring Vlaams-Brabant          | Kieskring Vlaams-Brabant | Kieskring Vlaams-Brabant | Kieskring Vlaams-Brabant | Kieskring Vlaams-Brabant | Leuven          | Tienen            | Zoutleeuw       | Geetbets, Linter en Zoutleeuw | -                |
| Verkiezing       | Verkiezing       | Europese               | Federale                          | Federale                 | Vlaamse                  | Vlaamse                  | Provincieraads-          | Provincieraads- | Provincieraads-   | Provincieraads- | Gemeenteraads-                | Districtsraads-  |